# Dark Cousin
«Dark Cousin» es el séptimo episodio de la segunda temporada de la serie de televisión antólogica American Horror Story, se estrenó el 28 de noviembre de 2012 por el canal estadounidense de cable FX. Fue escrito por Tim Minear, y dirigido por Michael Rymer.
En este episodio, varios pacientes de asilo desean morir, uno de los cuales es Grace (Lizzie Brocheré), lo que hace que aparezca el Ángel de la Muerte (Frances Conroy), que no se lleva bien con la Hermana Mary Eunice (Lily Rabe). Antes de planear también usar los servicios del ángel, la hermana Jude (Jessica Lange) intenta hacer las paces con los padres de la niña que atropelló y mató hace años. Jude se sorprende al saber que la niña sobrevivió al accidente. Después de que Lana (Sarah Paulson) pueda escapar del Dr. Thredson (Zachary Quinto), se lesiona en un extraño accidente automovilístico y la llevan de regreso a Briarcliff. Kit (Evan Peters) escapa de la custodia policial para sacar a Grace del manicomio, pero Frank (Fredric Lehne) le dispara a Grace accidentalmente.

## Trama

### 1949
Una Judy con resaca despierta en una habitación de hotel cuando Terry (uno de los miembros de su banda de música) llama a su puerta. Él viene a informarle que ha sido reemplazada en la banda como cantante porque se perdió el concierto que la banda tuvo la noche anterior. Ella intenta seducirlo para que cambie de opinión, pero él la ignora. Cuando se va, le informa que un detective quiere que lo llame para hacerle unas preguntas sobre un caso de atropello de hace unos días atrás. Judy entra en pánico y empaca sus cosas. Se va y comienza a conducir, pero decide beber mientras conduce. Ella choca su auto y se despierta frente a una estatua de un ángel. Una monja se acerca a su auto y le pregunta si está herida, ella responde que está bien.

### 1964
Un par de monjas novicias ingresan a la enfermería de Briarcliff y una de ellas atiende a Grace. Ella descubre que Grace sufre de fiebre intensa y al quitarle las mantas, descubre que tiene una hemorragia vaginal. Deciden que no se debe llamar a Arden ya que se rumorea que él fue quien le hizo eso. Intentan revivir a Grace de una pérdida de sangre casi fatal mientras ella es visitada por un ángel vestido de negro. Grace le dice al ángel: "Estoy lista", y el ángel despliega dos alas grandes, negras y emplumadas. Grace es resucitada justo cuando el ángel estaba a punto de darle el "beso de la muerte" y la visión del ángel se desvanece. Ella les dice a las monjas: "debieron dejarme morir".
La hermana Mary Eunice ingresa a la oficina del Dr. Arden mientras él trasplanta una planta. Ella le informa que Grace casi muere y lo culpa por haberla esterilizado. Él dice que no realizó tal cirugía y la acusa de ser irrespetuosa con su autoridad y luego la abofetea. La Hermana le advierte que no la toque de nuevo. Arden levanta su mano de nuevo y ella telequinéticamente lo arroja al otro lado de la habitación.
Una monja en la cocina está cortando pan. En una mesa detrás de ella, se encuentra Miles, un alcohólico que sufre de alucinaciones auditivas. Las voces continúan hasta que le menciona a la monja que el pan no está cortado correctamente y que debe haber algo mal con la rebanadora. Se ofrece a mirar la máquina y la monja le permite echar un vistazo. Se arremanga y procede a cortarse la muñeca con la cuchilla de la cortadora. La hermana Mary Eunice llega a la escena y nota una palabra extraña en la pared, escrita con la sangre de Miles. Ella informa a los guardias que es un nombre en arameo antiguo. Luego le pregunta a Miles cómo sabe el nombre y le pregunta si la invocó a "ella" pero Miles responde que no sabe de qué está hablando y es llevado a un lugar solitario.
En la celda, los guardias le dicen que no toque sus puntos. Se van y hay luces son apagadas en el Asilo. El ángel oscuro aparece en su celda y él ruega morir. Se desata uno de sus vendajes y saca los puntos, permitiendo que la sangre salga de su brazo. El ángel lo besa y él muere, pero el ángel, que se identifica a sí misma como Shachath, está al tanto de alguien más en la habitación. Resulta ser la Hermana Mary Eunice, quien le dice a Shachath que ella es "solo una monja". Shachath sabe que hay algo más oscuro en ella y dice que es como ella pero "caída". Shachath la llama "prima" y la monja niega esa relación. Shachath le habla al lado humano de la Hna. Mary Eunice que ha sido superado y el anfitrión (la Mary Eunice original) reacciona gritando: "¿Me liberarás? ¿Puedes liberarme?" El demonio toma el control del cuerpo nuevamente diciendo: "¡Cállate, estúpida cerda!" Ella mira a Shachath y dice: "A ella le gusta aquí. A nosotros nos gusta. Y nos queda trabajo por hacer". "Yo también", responde el ángel, dejando sola a Mary Eunice.
Arden examina a Grace y le cuenta las acusaciones contra él. Él le dice que la cuidará y que ella vivirá, "aunque solo sea para dejar las cosas claras" y le inyecta una medicina desconocida.
En la sala de juegos, Thredson viola a Lana. Ella mira más allá de él y ve al Ángel de la Muerte Shachath en las sombras. Kit se reúne con su abogado, quien le dice que Grace es una paciente en una institución mental, por lo que no es probable que mucha gente le crea con respecto a haber visto a Alma viva. Él le dice que el Dr. Thredson lo engañó, pero desafortunadamente, no hay nada que pueda hacer. Kit mira a la ventana y luego a los objetos en el escritorio. Recoge un puñetazo de 3 hoyos y ataca a su abogado con él, tirándolo al suelo y golpeándolo.
Shachath visita a Lana después de que el Dr. Thredson se haya ido. Ella le ofrece a Lana morir mediante el beso y Lana casi acepta pero al final cambia de opinión y el ángel se va cuando el Dr. Thredson regresa al sótano. Él le dice a Lana que lamenta lo que ha hecho y que algo había sucedido entre ellos que no entendió. Él le dice que tal vez no debería haberla traído allí en absoluto por lo que le ofrece matarla cortándole el cuello o estrangulándola. Él piensa que en realidad no importa cómo la mate y saca una jeringa. Él dice que ella podrá volver a ver a Wendy. Lana lucha contra él rompiendo un marco con una fotografía de Wendy sobre su cabeza. Ella lo inyecta con la jeringa, y él queda momentáneamente noqueado. Recupera las llaves de su cinturón y se desata. Mientras corre escaleras arriba, Thredson se levanta e intenta agarrarla. Ella lo empuja hacia atrás y él cae sobre una mesa.
Una vez que está afuera, corre hacia la calle y se para frente a un automóvil en movimiento. Cuando el auto se detiene, ella salta adentro y le dice al conductor que se escape rápidamente. El conductor le pregunta a Lana por qué está huyendo y la acusa de ser injusta con el novio del que huye. Lana se da cuenta de que ahora está en el automóvil con otro hombre que odia a las mujeres. Él le dice que su esposa lo había engañado y que así son todas las mujeres, luego saca una pistola y Shachath aparece en el asiento trasero del auto. Lana mira hacia atrás y dice que aún no quiere morir, "no después de todo". Shachath mira al conductor y éste se dispara en la boca. Lana intenta agarrar el volante pero el auto se estrella. Lana despierta de nuevo en Briarcliff, atada a una cama y con un aparato que le impide mover la cabeza. La hermana Mary Eunice la está cuidando y le informa que estaba herida cuando la policía la encontró y que el conductor murió en el accidente.
La hermana Jude atiende a un moribundo Sam Goodman en su habitación de hotel. Intenta llamar a la policía y, mientras lo hace, se da cuenta de que hay una botella de bourbon sobre la mesa. Mientras tanto, el ángel viene a besar al cazador nazi. La hermana Jude se da vuelta para ver que en la televisión hay recortes de periódicos relacionados con la "chica del vestido azul". Debajo del papel está la palabra "ASESINA" escrita en sangre. Suena el teléfono en la habitación y la Hermana Jude. Es la Hermana Mary Eunice quien dice ser su "conciencia". Se burla de la hermana Jude con acusaciones de que ella fue quien mató a Sam y diciéndole que la policía va a deducir que ella es la asesina, ya que pensarán que Sam investigaba quién había matado la "niña del vestido azul". Ella le dice a la Hermana Jude que nunca regrese a Briarcliff y que le dejó una botella de bourbon y una navaja de afeitar para que se suicide.
En un restaurante, la hermana Jude se sienta y luego se levanta para ir al baño. Se lava las manos y saca la navaja de afeitar. Ella considera suicidarse pero se arrepiente y sale del baño y se sienta frente a Shachath.
Ella le pregunta al ángel por qué la mantuvieron viva, a pesar de sus intentos de suicidio anteriores. El ángel le dice que no juzga, pero que el "llamado" fue diferente esta vez. Jude una vez trató de suicidarse después de que su casi esposo la dejó la noche antes de su boda. Aparentemente le había dicho que él le había dado sífilis y que ella nunca podría tener hijos. El ángel le dice que, en ese momento, era joven y "Dios tenía un plan" para ella y que aún no era hora de morir. Jude admite su fracaso ante los ojos de Dios y dice que ella es solo una "prostituta borracha y una asesina". El ángel le dice que "la paz está cerca". Jude responde: "Estoy lista pero tengo que hacer una última cosa".
Jude visita a la familia de la "niña del abrigo azul" y cuando Jude está a punto de confesar lo que hizo, una joven en uniforme de enfermera ingresa a la casa. Resulta ser una Missy adulta. Aparentemente no murió y fue devuelta a su familia con solo unos pocos huesos rotos. Jude reacciona confundida y dice que rezó por el alma de Missy desde el accidente. Ella recuerda que el accidente ocurrió alrededor del momento en que decidió convertirse en monja y que después de que ocurrió, la inspiró a hacer sus votos. La madre de Missy le informa a Jude que su esposo, Hank, había jurado vengarse del culpable pero que aceptaron que quien la había dejado allí sufriría por su cuenta.
Una monja intenta darle medicamentos a Lana pero ella se niega argumentando que debe permanecer despierta y que quiere hablar con la Hermana Jude. La Hermana Mary Eunice entra y le informa que ahora ella está a cargo, Lana le dice que Kit es inocente y que el Dr. Thredson es Bloody Face. La Hermana recuerda la noche del exorcismo y recuerda que el "Diablo" en el cuerpo de Jed le dijo a Thredson: "Adoro tu trabajo, Bloody Face". Ella le dice a Lana que le cree y que ahora está a salvo.
La hermana Mary Eunice deja a Lana y conversa con Frank, el guardia, informándole que Lana está muy confundida, ya que afirmó que el Dr. Thredson la atacó y que Kit es inocente. Frank le dice que Kit escapó de la custodia y que está prófugo y que la policía ha ordenado dispararle si alguien lo encuentra.
Después de haber regresado a Briarcliff, Kit ingresa a través de la salida secreta cerca del bosque. Uno de los mutantes lo sigue por el túnel hasta adentro. Una Grace más sana está en la cocina. Una de las monjas solicita que Grace regrese a su habitación, pero Grace le ruega que se quede. La monja acepta y sale de la habitación. Kit aparece detrás de Grace y los dos se abrazan. Kit le dice que se la llevará, pero cuando se van, la monja regresa y comienza a gritar pidiendo ayuda. Mientras lo hace, la criatura mutante ataca a la monja y le arranca la garganta, luego arroja el cuerpo y avanza hacia Kit.
Kit saca el accesorio de una mezcladora de masa industrial y destripa al monstruo. Éste lanza un grito inhumano y cae muerto al suelo. Frank entra y apunta con su arma a Kit. Kit no puede explicar la situación y, cuando Frank dispara, Grace se interpone y la bala le da en el pecho. Frank se lleva a Kit mientras Grace yace en el piso de la cocina, muriendo.
El ángel Shachath se le aparece a Grace y le pregunta si está lista. Grace dice "Sí" y el ángel despliega sus alas oscuras y la besa, Grace dice: "Soy libre" y el episodio termina.

## Producción
Dark Cousin fue escrito por el productor ejecutivo Tim Minear y dirigido por Michael Rymer.
En una entrevista dada en noviembre de 2012 con Entertainment Weekly, el creador de la serie Ryan Murphy habló sobre la inspiración para «Dark Cousin», "Bueno, el episodio es uno de mis favoritos porque creo que tiene excelentes actuaciones y realmente me encanta de qué se trata. Me encanta Franny (Frances Conroy), ella y yo estábamos presentando el Creative Arts Emmys y le dije: 'Creo que tengo algo realmente bueno para ti, algo opuesto a lo que hiciste el año pasado'. Ella y Jessica (Lange) amaban trabajar juntas. Así que se nos ocurrió este personaje y me gusta que ella esté presente en todas las historias individuales en ese momento crucial de si vas a pelear o vas a morir". Él agregó: "Pero cuando llegamos con la idea de eso, me estaba reuniendo con el cabello y el maquillaje y Lou Eyrich, el cliente, y al principio se nos ocurrió la idea de que ella era la versión negra de Miss Havisham. Pero no me gustó eso. Pensé en hacer algo inesperado. Así que nuestras inspiraciones fueron muy extrañas. Tomamos algo así como mujeres hard boiled noir de los años '40 y las mezclamos con una especie de Comme des Garçons. Estaba muy orgulloso de esa mirada y pensé que Franny era muy deliciosa. Se podía ver por qué la gente quería que ella los besara".

## Recepción
«Dark Cousin» fue visto por 2.27 millones de espectadores y recibió una calificación de adultos 18-49 de 1.3, un aumento respecto del episodio anterior.
Rotten Tomatoes informa un índice de aprobación del 90%, basado en 10 reseñas. El consenso crítico dice: "Renunciando al campamento regular, «Dark Cousin» hace algunas referencias históricas conmovedoras mientras sirve una fuerte dosis de escalofríos y sangre". Joey DeAngelis de The Huffington Post llamó al episodio "uno de los episodios más castigados y conmovedores", pero agregó que fue "más un episodio de relleno, no desenterró algo completamente nuevo. Para mí fue una especie de calma". Emily VanDerWerff de The A.V. Club declaró: "Fue la presencia de ese ángel de la muerte lo que más me intrigó esta noche. Me gustó cómo pudimos rastrear cuán destrozadas estaban estas personas por aquellos que las romperían al ver si podían ver al ángel o no".